# Museu del FC Barcelona
El Museu del Futbol Club Barcelona o Museu President Núñez, és el museu del Futbol Club Barcelona, situat a les instal·lacions del Camp Nou de Barcelona. S'hi mostren tots els trofeus aconseguits per totes les seccions esportives del club català al llarg de la seva història. Inaugurat el 24 de setembre de 1984, actualment és un dels museus més visitats de Catalunya, amb una mitjana anual de visitants en els darrers anys superior a 1.200.000 de visites.

## Història
La idea de fer un Museu del Barça va ser una idea que ja va tenir, en els anys vint i trenta, Joan Gamper, fundador del club. Finalment, però, no va ser fins a les festes de la Mercè de 1984, en què no es va inaugurar. El museu ocupa una superfície de 3.500 metres quadrats. A més dels trofeus, el museu ofereix audiovisuals en diversos idiomes que expliquen la història del club, i tot tipus d'objectes relacionats amb l'equip, jugadors i la massa social.
L'any 2000, durant la presidència de Joan Gaspart i Solves, es va passar a anomenar Museu President Núñez, en honor de l'expresident Josep Lluís Núñez, fundador del museu.
A més dels objectes relacionats amb la història del Futbol Club Barcelona, el Museu també compta amb una gran quantitat d'obres artístiques de temàtica esportiva d'alguns artistes catalans, com ara Salvador Dalí, Joan Miró, Antoni Tàpies, Josep Segrelles o Josep Maria Subirachs.
A més, el museu té en exposició permanent la Col·lecció Futbolart, propietat de Pablo Ornaque, i considerada una de les millores col·leccions privades del món sobre el futbol, amb objectes de tota mena, alguns dels quals d'un valor incalculable.
L'any 2007 el museu va assolir la seva xifra rècord de visites anuals, ja que arribà a un total d'1.397.574 visitants
L'any 2010, el museu va fer canvis molt destacats, adaptant-se al segle XXI amb un gran nombre de seccions audiovisuals, en l'anomenat "Camp Nou Experience". El matí del 9 de setembre del mateix any, registrà la xifra de 20 milions de visites en els 26 anys d'existència del museu. L'afortunada va rebre la benvinguda del president Sandro Rosell, una samarreta commemorativa, un val de regal de 300 euros per a la botiga del Barça, i la possibilitat de trepitjar la gespa del Camp Nou.

### Espai Suñol
Dins del marc de l'Any Suñol 2015, dedicat, per decisió de la Junta Directiva, a recuperar i restaurar la figura històrica de Josep Suñol i Garriga, president del club entre juliol de 1935 i agost de 1936, afusellat als inicis de la Guerra Civil espanyola pel bàndol franquista; es va inaugurar el 26 de març de 2015, el mateix dia de l'obertura de l'Any Suñol, un espai propi i permanent al Museu, anomenat 'Espai Suñol' —on hi podem trobar la projecció d'un vídeo i un conjunt de documents i objectes històrics de diferents orígens, com són el mateix museu, l'arxiu familiar o l'Arxiu Nacional de Catalunya. A l'acte hi va assistir el president del FC Barcelona, Josep Maria Bartomeu.

## Serveis
El Museu ofereix la possibilitat de tenir una visita guiada que, a més de l'entrada al museu, permet visitar espais normalment restringits al públic. La visita guiada permet accedir a la tribuna presencial, de manera que qualsevol visitant pot gaudir de les espectaculars vistes de l'estadi del Camp Nou assegut a la butaca presidencial, als vestidors, a les sales de premsa i a la mateixa gespa del Camp Nou.

## Galeria d'imatges

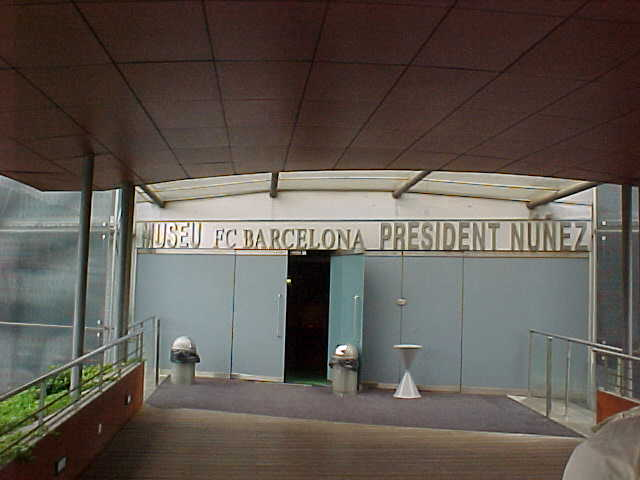
Entrada al Museu del FC Barcelona
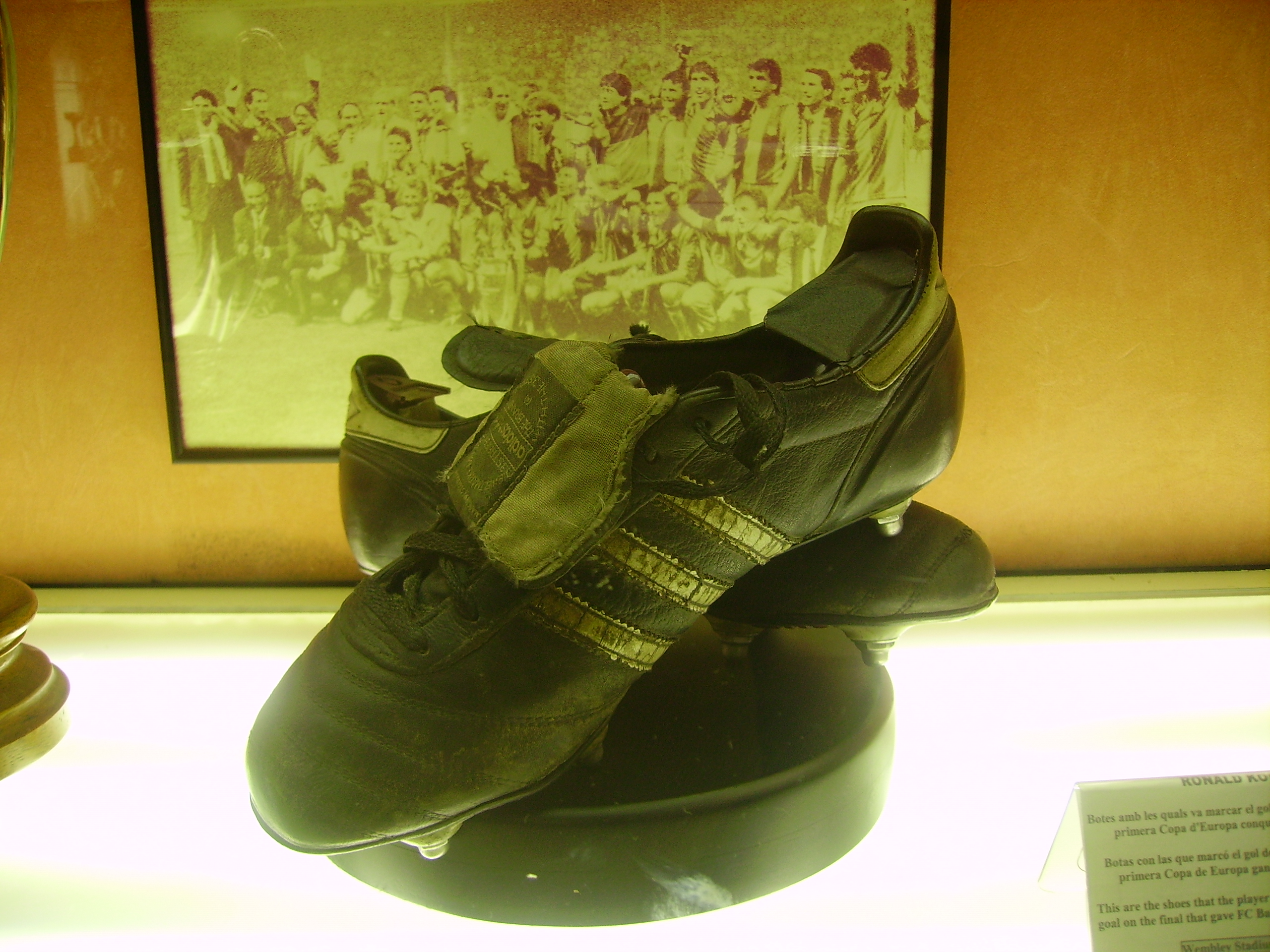
Botes de Ronald Koeman que portà a la final de Wembley
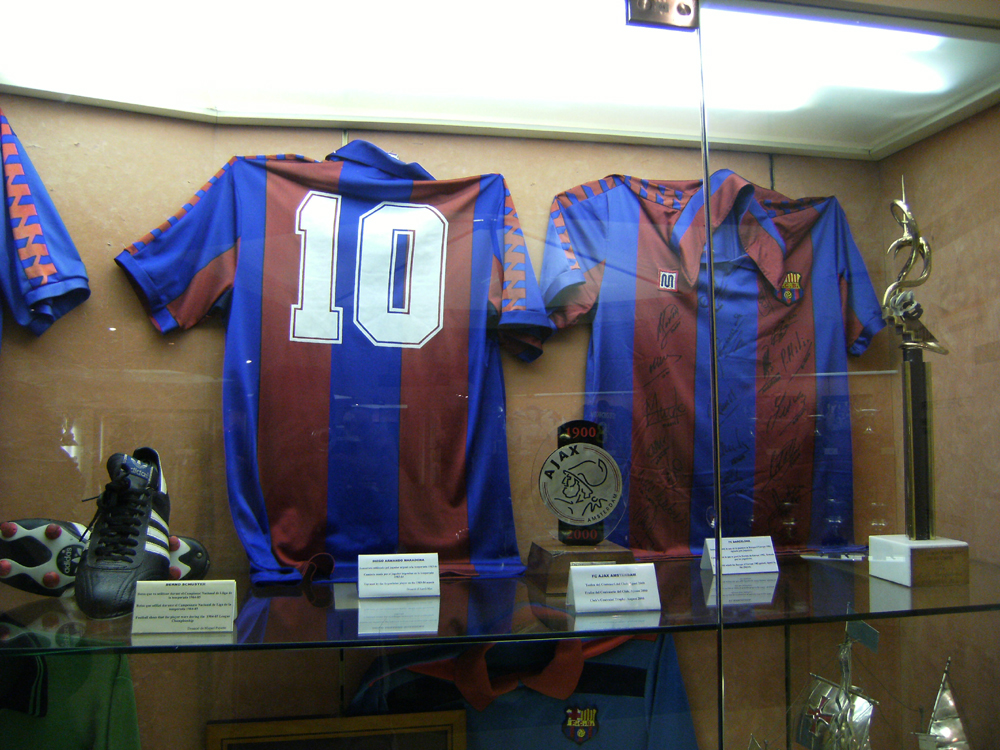
Samarreta de Maradona
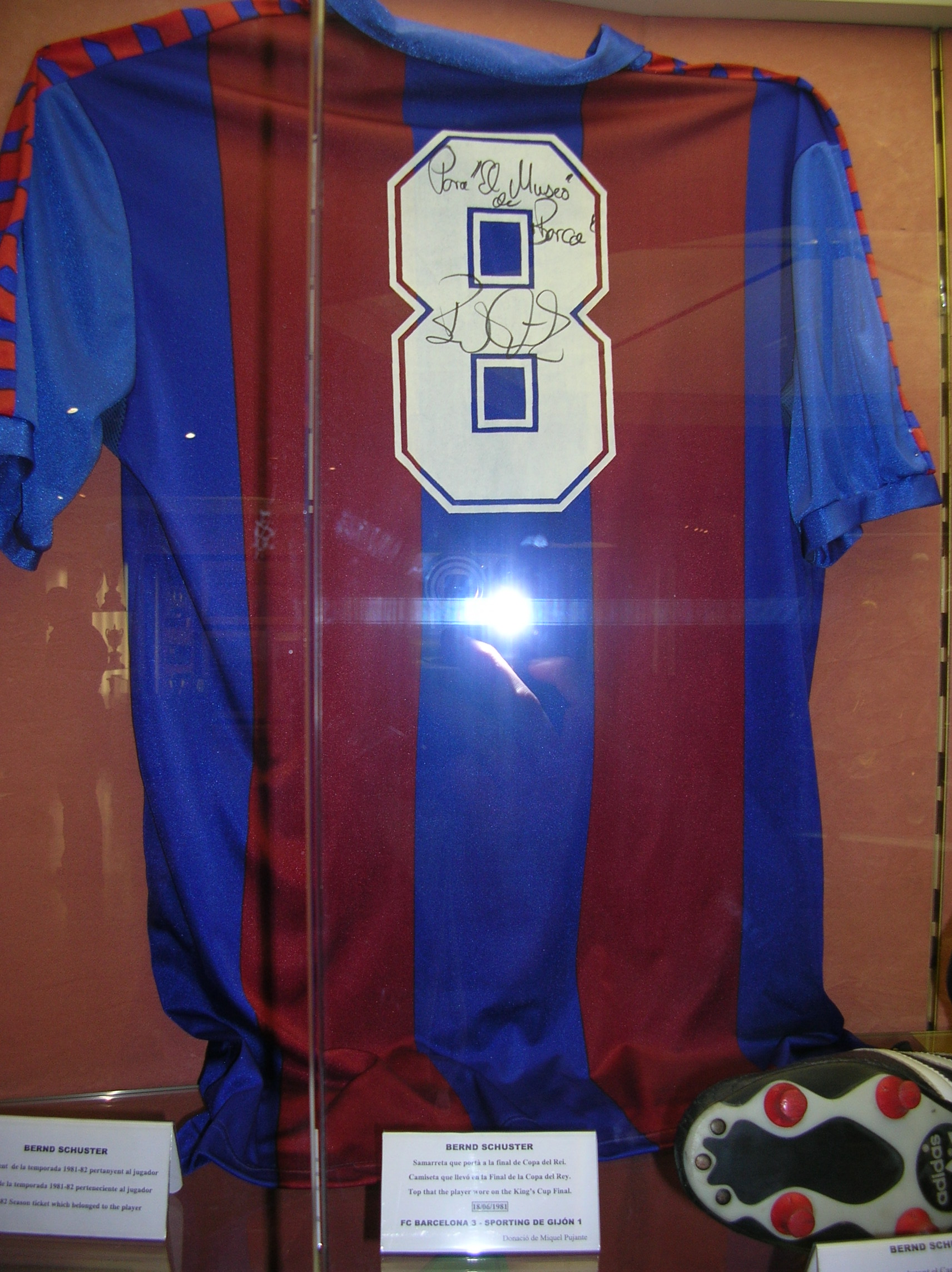
Samarreta de Bernd Schuster (1980-1988)